# Week-End in Havana
Week-End in Havana is een Amerikaanse musicalfilm uit 1941 onder regie van Walter Lang. De film werd opgenomen in Technicolor en heeft onder anderen Alice Faye en John Payne in de hoofdrollen.

## Verhaal

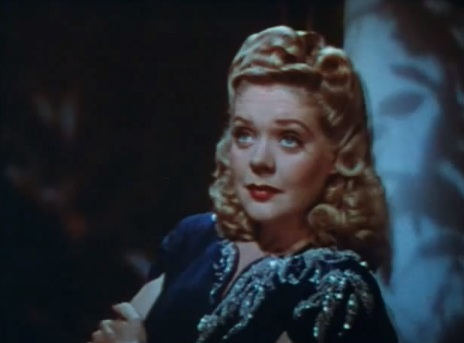
Alice Faye als Nan Spencer

Wanneer een van zijn cruiseschepen strandt in Florida, stuurt zakenmagnaat Walter McCracken zijn vicepresident Jay Williams ernaartoe om te zorgen dat iedereen een kwijtschelding tekent. Iedereen werkt mee, maar Nan Spencer weigert haar handtekening te zetten. Zij werkt als verkoopster in warenhuis Macy's in New York en heeft jaren moeten werken om deze vakantie te betalen. Wanneer ze insinueert dat ze ervan op de hoogte is dat het schip is gestrand vanwege nalatigheid van de kapitein, is Jay ervoor verantwoordelijk dat ze het bedrijf niet aanklaagt. Daarop besluit hij haar persoonlijk mee op reis te nemen naar Havana, in de hoop dat ze gedurende de reis de kwijtschelding zal tekenen.
Nan geniet een luxe reis in Havana, maar raakt al snel uitgekeken op het gezelschap van Jay, die een zeer zakelijke houding heeft. Ze verlangt naar Latijns-Amerikaanse vurige passie en denkt dit te hebben gevonden in Monte Blanca. Hij toont echter enkel interesse in haar omdat hij denkt dat ze zeer welvarend is en grote gokschulden moet afbetalen. Hij neemt haar mee naar het casino, waar hij nog diepere schulden maakt in de veronderstelling dat Nan deze zal inlossen. Jay biedt aan om de schulden in te lossen, op voorwaarde dat Monte haar zal beminnen zodat ze uiteindelijk in gemoedelijke sferen de kwijtschelding zal tekenen.
Met veel enthousiasme accepteert Monte dit aanbod, maar al gauw haalt hij de jaloezie van zijn verloofde, zangeres Rosita Rivas op de hals. Vanwege haar talrijke woedeaanvallen biedt Jay aan om haar als manager te begeleiden in haar zangcarrière, maar al snel blijkt dat Rosita op meer uit is dan alleen collegiaal contact. Uiteindelijk komen beide dames erachter dat de mannen beiden een list uitvoeren en zijn razend. Jay biedt zijn excuses aan Nan aan en groeien dichter naar elkaar toe. Ze brengen de nacht samen door, maar de volgende ochtend blijkt dat Jay verloofd is aan Walters verwende dochter Terry, een voornamelijk zakelijke afspraak. 
Nans hart is gebroken en Terry strooit nog eens zout op de wond door tegen haar te liegen dat Jay haar een cheque van duizend dollar aanbiedt om de kwijtschelding te tekenen. Nan probeert zo snel mogelijk Havana te verlaten en aanvankelijk besluit Jay om mee te gaan met Terry, maar uiteindelijk gaat hij achter Nan aan en nog voordat ze Havana heeft kunnen verlaten leggen ze hun ruzie bij.

## Rolverdeling
| Acteur            | Personage        |
| ----------------- | ---------------- |
| Alice Faye        | Nan Spencer      |
| John Payne        | Jay Williams     |
| Carmen Miranda    | Rosita Rivas     |
| Cesar Romero      | Monte Blanca     |
| Cobina Wright jr. | Terry McCracken  |
| George Barbier    | Walter McCracken |
| Sheldon Leonard   | Boris            |
| Leonid Kinskey    | Rafael           |

## Productie
In maart 1941 kwam het nieuws dat Betty Grable de hoofdrol zou spelen; producent Darryl F. Zanuck stelde voor dat Henry Fonda haar tegenspeler zou worden. In mei werd bericht dat Don Ameche de mannelijke hoofdrol zou spelen. Grable en Ameche werden uiteindelijk vervangen door Faye en Payne.
Establishing shots en dergelijke sfeerbeelden werden gedurende een maand opgenomen op locatie in Cuba; de film zelf werd grotendeels opgenomen op sets in Hollywood.

## Ontvangst
De film kreeg veel kritiek van het Cubaanse publiek: de Braziliaanse Carmen Miranda zou in haar vertolking geen enkele poging hebben gedaan om de Cubaanse cultuur uit te stralen; in haar doen en laten was ze volgens hen overduidelijk Braziliaans.
In Nederland werd de film pas in 1950 vertoond. De Telegraaf noemde het een "onderhoudende kleurenfilm [..] met vlotte muziek en wijsjes, die makkelijk in het gehoor blijven hangen."